# Lutjanus alexandrei
Lutjanus alexandrei es una especie de peces de la familia Lutjanidae en el orden de los Perciformes.

## Morfología
• Los machos pueden llegar alcanzar los 24,3 cm de longitud total.

## Hábitat
Es un pez de mar de clima tropical que vive hasta 54 m de profundidad.

## Distribución geográfica
Se encuentra en el Brasil: desde Maranhão hasta el sur de Bahía.